# Фёдоров, Артур Николаевич
Артур Николаевич Фёдоров (29 декабря 1969, Ульяновск) — советский и российский хоккеист с мячом, хоккейный (с мячом) тренер. Мастер спорта СССР.

## Биография и спортивная карьера
Воспитанник ульяновского хоккея с мячом. Начал играть в хоккей с мячом в 11 лет за команду «Искра» у тренера Б. Д. Кияйкина. В дальнейшем на детско-юношеском уровне подготовкой игрока занимались В. Н. Дольников и В. С. Дорофеев, побеждая под их руководством в 1985 и 1986 годах в чемпионате СССР среди юношей в составе команды спортшколы ульяновской «Волги».
В сезоне 1986/87 в возрасте 16 лет был включён в основной состав «Волги».
Перед сезоном 1987/88 перешёл в московское «Динамо», с которым стал бронзовым призёром чемпионата СССР сезона 1990/91. Выступал за «Динамо» до декабря 1992 года.
В сезоне 1993/94 в составе сыктывкарского «Строителя».
В дальнейшем был игроком клубов финской Бендилиги, в которых провёл большую часть игровой карьеры, выступая за «Акиллес» (1994—1997, 2000—2009) из Порвоо и команды из Хельсинки: «Веста» (1997—2000) и «Ботния-69» (2009/10).
В 2005 году в составе второй сборной России принял участие в осеннем розыгрыше Суперкубка Европы.
Участвует в ветеранских соревнованиях. В 2019 году победил в Кубке мира по хоккею с мячом среди ветеранов в составе команды «Ветераны FIB».

## Тренерская деятельность
В 2012 году возглавлял сборную Эстонии на чемпионате мира, прошедшем в Казахстане. С национальной командой продолжил тренерскую деятельность и в следующие годы, но в 2016 году отказался возглавлять сборную, которая приехала на чемпионат мира, проходивший в Ульяновске. В следующем году специалист вернулся к руководству сборной, причём параллельно он стал искать ей спонсоров. В 2019 году Фёдоров впервые в истории вывел эстонцев в элитный дивизион чемпионата мира.
В 2015—2017 годах работал тренером в клубе «Акиллес».
В сезоне 2019/20 — главный тренер клуба «Ботния-69».
В сезоне 2020/21 (с октября 2021) — в тренерском штабе «СКА-Нефтяника», в котором был помощником главного тренера команды Ильяса Хандаева.
С июля 2021 года и до окончания сезона 2021/22 — старший тренер «Енисея».
В сезоне 2021/22 возглавлял молодёжную сборную России.
С июня 2022 года вновь в «СКА-Нефтянике», занимая должность старшего тренера команды до октября 2024 года. Исполняющий обязанности главного тренера «СКА-Нефтяника» с октября 2024 года.

## Достижения

### В качестве игрока
«Динамо» (Москва)
 Бронзовый призер чемпионата СССР: 1990/91 

 Финалист Кубка СССР: 1990/91 

«Волга»
 Чемпион СССР среди юношей (2): 1985, 1986 

 Серебряный призёр чемпионата СССР среди юниоров: 1987 

### В качестве тренера
«СКА-Нефтяник»
 Бронзовый призер чемпионата России: 2024/25 

## Семья
Сын Артура Фёдорова — Эмиль (род. 1996) — также занимается хоккеем с мячом и входит в состав сборной Финляндии.

### Комментарии
1. ↑  Количество игр и голов за клуб(ы) в высшем дивизионе чемпионатов СССР/СНГ/России